# عایشه بنت فضل صوفی
عایشه بنت فضل صوفی یا عایشه مروی (؟ -۱۱۵۱) (نسب: عایشه بنت ابوعمر فضل بن احمد صوفی) بانوی محدث خراسانی بود. از پدرش ابوعمر حدیث فراگرفت. سمعانی از شاگردان او بود و در التحبیر از او یاد کرده است. 

## منبع
1. ↑  کحاله، عمر رضا (۱۹۵۹). أعلام النساء فی عالمی العرب والإسلام. ج. ۳. بیروت: موسسة الرسالة. ص. ۱۸۴. تاریخ وارد شده در |سال= را بررسی کنید (کمک)